# Sony Digital Audio Disc Corporation
Sony Digital Audio Disc Corporation (Sony DADC ou apenas DADC, também conhecida como Solutions 2 GO) é uma fabricante de CDs, DVDs, UMDs e discos blu-ray. A empresa possui muitas fábricas em todo o mundo.
No Brasil antes era conhecida como a fábrica de discos e fitas da gravadora CBS/Columbia fundada em 1979, após a compra da CBS/Columbia pela Sony, passou a se chamar Sony Music Discs Limited, em 2009, mudou seu nome para o atual conhecido.
10 anos depois em 2019, a Sony DADC Brasil mudou de nome para Solutions 2 GO do Brasil após ser comprada pela canadense Solutions 2 GO (parceira da Sony), e adquiriu a distribuidora de jogos de videogame brasileira Ecogames.